# Matisia longiflora
Matisia longiflora là một loài thực vật có hoa trong họ Cẩm quỳ. Loài này được Gleason mô tả khoa học đầu tiên năm 1933.